# Districts du canton du Valais

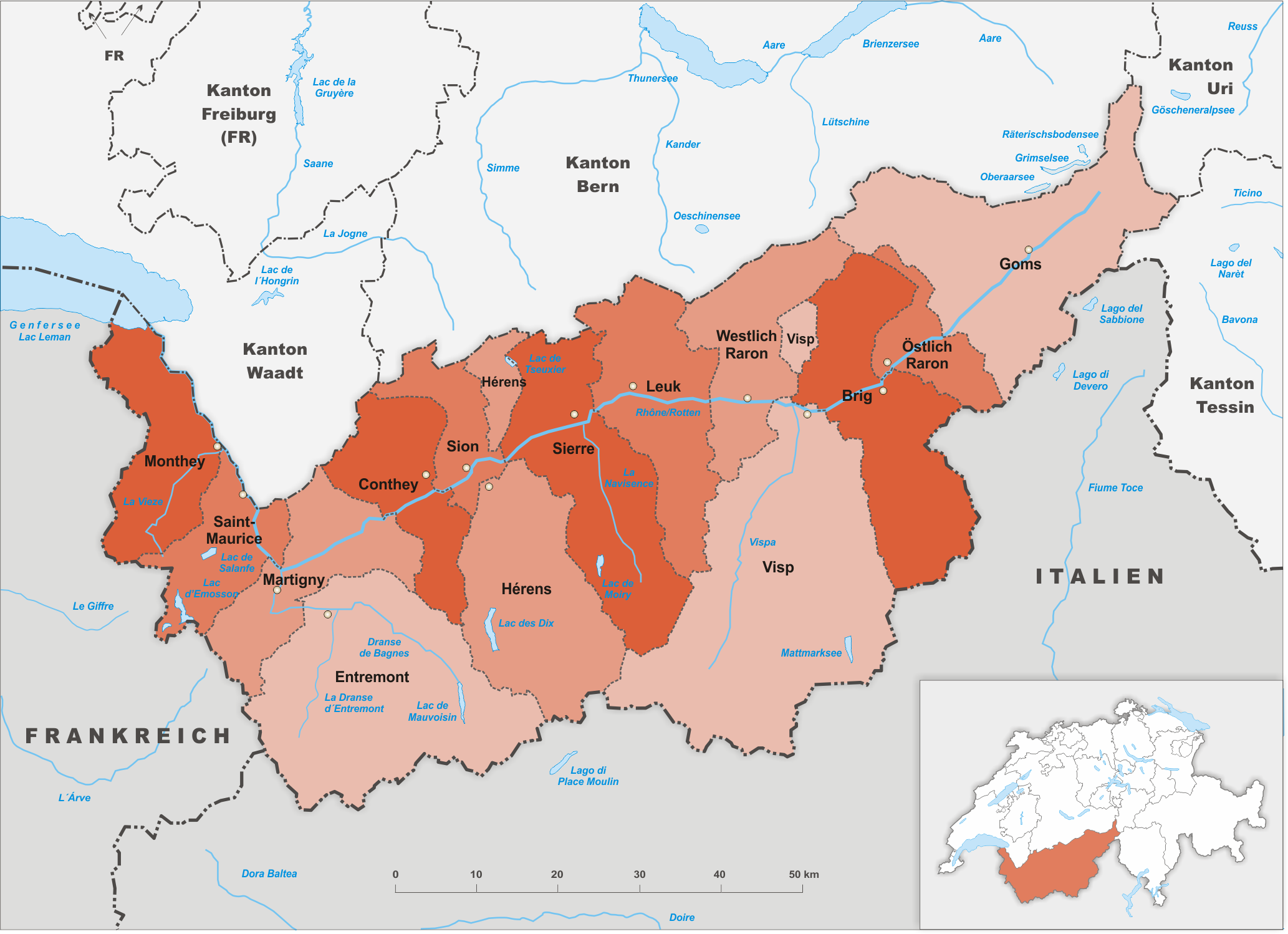
Carte du canton du Valais présentant sa division en districts.

Cet article présente une liste des districts du canton du Valais.

## Histoire
Les districts du canton du Valais sont au nombre de treize depuis 1815. Ils s'appellent alors encore « dizains ». La dénomination change officiellement en « districts » avec la Constitution valaisanne de 1848. Les districts de Rarogne occidental et Rarogne oriental sont des demi-districts.
Les 8 districts occidentaux (Conthey, Entremont, Hérens, Martigny, Monthey, Saint-Maurice, Sierre et Sion) ont le français pour langue officielle, les 5 districts orientaux (Brigue, Conches, Loèche, les demi-districts de Rarogne occidental et Rarogne oriental et Viège) l'allemand.

## Liste
| Armoiries                        | Nom                                | Chef-lieu     | N° OFS | Communes  | Population (décembre 2022) | Superficie (km2) | Densité (hab./km2) |
| -------------------------------- | ---------------------------------- | ------------- | ------ | --------- | -------------------------- | ---------------- | ------------------ |
|                                  | Brigue                             | Brigue-Glis   | B2301  | +07,      | +028 141,                  | +0434,26         | 65                 |
|                                  | Conthey                            | Conthey       | B2302  | +05,      | +030 178,                  | +0234,26         | 129                |
|                                  | Entremont                          | Sembrancher   | B2303  | +05,      | +015 943,                  | +0633,03         | 25                 |
|                                  | Conches                            | Goms          | B2304  | +08,      | +004 385,                  | +0588,11         | 7                  |
|                                  | Hérens                             | Vex           | B2305  | +06,      | +011 188,                  | +0465,6          | 24                 |
|                                  | Loèche                             | Loèche        | B2306  | +12,      | +012 877,                  | +0336,01         | 38                 |
|                                  | Martigny                           | Martigny      | B2307  | +10,      | +050 760,                  | +0263,35         | 193                |
|                                  | Monthey                            | Monthey       | B2308  | +09,      | +049 279,                  | +0256,72         | 192                |
|                                  | Rarogne occidental (Demi-district) | Rarogne       | B2309W | +11,      | +007 998,                  | +0270,9          | 30                 |
| Rarogne oriental (Demi-district) | Mörel-Filet                        | B2309O        | +06,   | +003 097, | +0127,16                   | 24               |                    |
|                                  | Saint-Maurice                      | Saint-Maurice | B2310  | +09,      | +014 379,                  | +0190,62         | 75                 |
|                                  | Sierre                             | Sierre        | B2311  | +10,      | +050 354,                  | +0418,5          | 120                |
|                                  | Sion                               | Sion          | B2312  | +05,      | +049 505,                  | +0130,7          | 379                |
|                                  | Viège                              | Viège         | B2313  | +19,      | +028 955,                  | +0863,8          | 34                 |
| Total                            | Total                              | Total         | Total  | +122,     | +357 282,                  | +5 224,25        | 68                 |

Le canton s'étend également sur une partie du Léman (10,61 km2) qui n'appartient à aucun district (ou aucune commune) ; le total de superficie mentionné dans le tableau la prend en compte.